# Command & Conquer
Command & Conquer, även känt som Command & Conquer Classic och Command & Conquer: Tiberian Dawn, är det första datorspelet i Westwood Studios Command & Conquer-serie av realtidsstrategigenren. Spelet utspelas under 1990-talet och handlar om kampen mellan två krigande fraktioner: Global Defense Initiative (GDI) och terroristgruppen Brotherhood of Nod (Nod).
Spelet finns inkluderat på samlingen Command & Conquer: The First Decade (2006). Sedan den 31 augusti 2007, i samband med spelets och seriens tolvårsjubileum, finns spelet tillgängligt för gratis nedladdning.
Spelet är känt som Tiberian Dawn bland C&C-beundrare för att undvika förvirring mellan spelet och serien som helhet, och för att matcha det av uppföljaren Tiberian Sun.
Spelet släpptes 5 juni 2020 i ny utgåva tillsammans med Command & Conquer: Red Alert med titeln Command & Conquer Remastered Collection.

## Handling och miljö

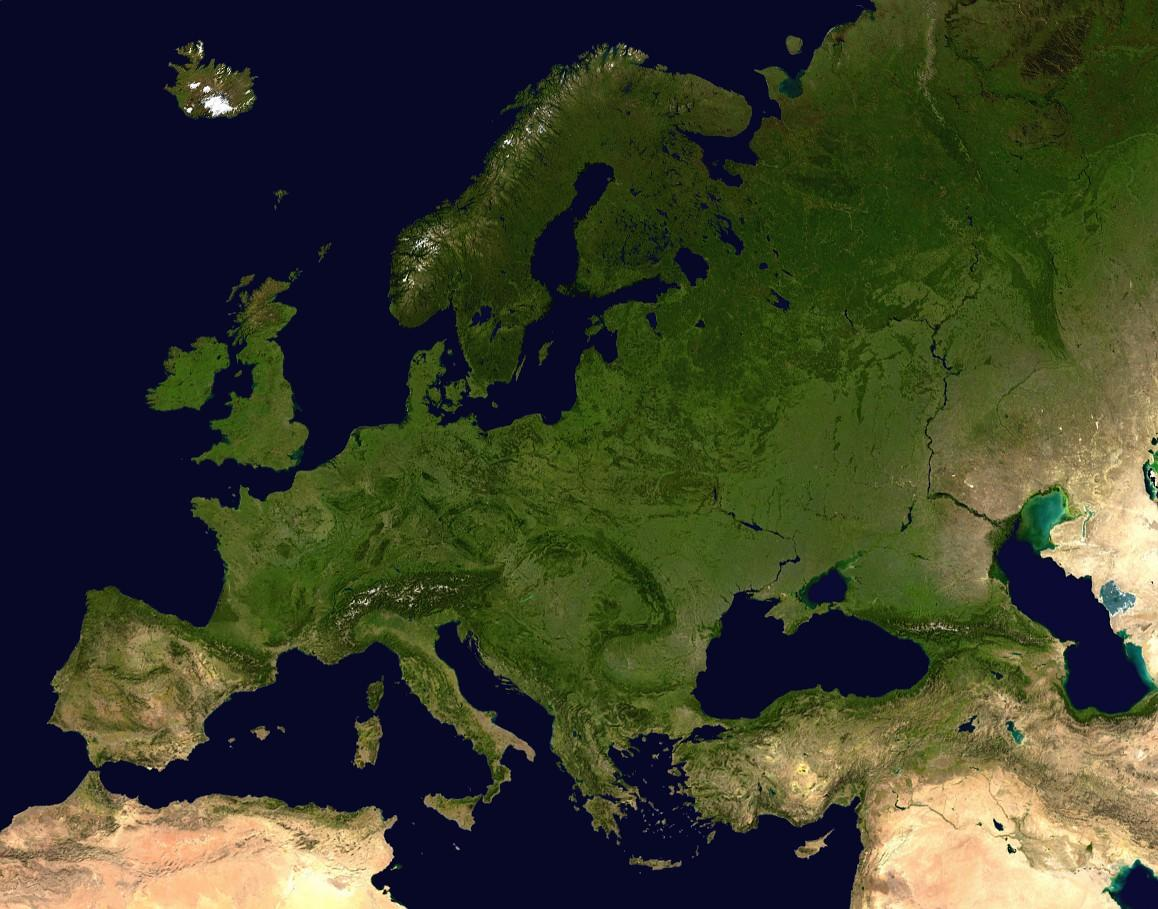
GDI:s kampanj utspelas i Europa.

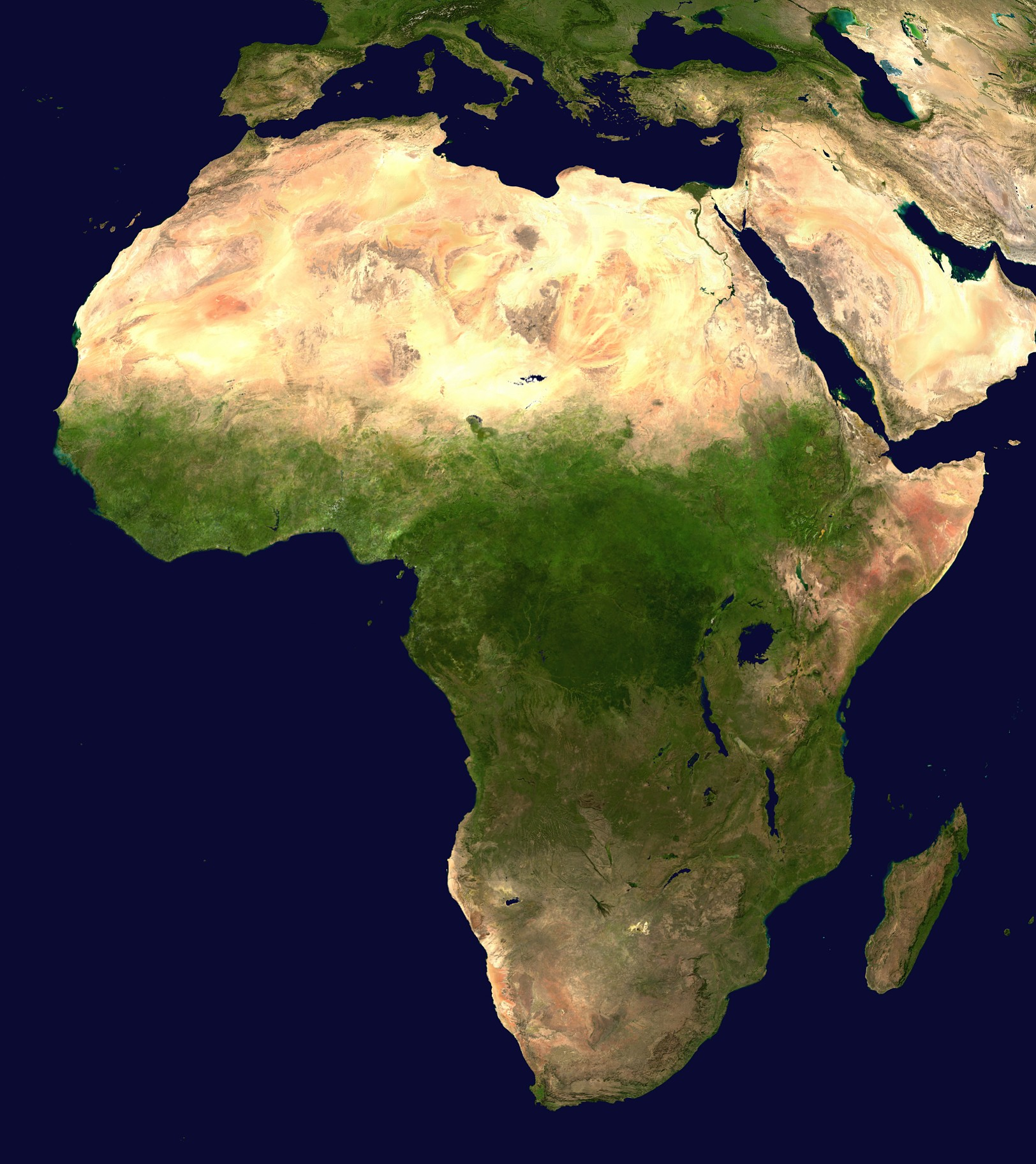
Nod:s kampanj utspelas i Afrika.

### Bakgrund
Command & Conquer utspelar sig under den andra halvan av 1990-talet efter att en meteorit slagit ner i närheten av Tibern i Italien. Meteoriten för med sig en utomjordisk substans som får namnet tiberium, som snabbt får högt värde då den har förmågan att suga upp värdefulla metaller ur jorden och sedan bilda kristallstrukturer av dem. Men tiberium är giftigt och insamlingen och förädligen av tiberium medför utsläpp av extremt giftiga gaser.
Ett urgammalt och kvasireligiöst hemligt sällskap, känt som Brotherhood of Nod, visar sig ha förutsett tiberiums egenskaper. De ligger också långt före världens forskare i utvecklingen av teknik för utvinning av mineraler ur kristallerna. Det dröjer inte länge innan de kontrollerar ungefär hälften av vad som blivit den värdefullaste handelsvaran på den globala finansmarknaden,
 och använder den för att finansiera en snabbt växande armé av anhängare till brödraskapets karismatiske ledare Kane.
En lång rad bombdåd, som kulminerar med förstörelsen av det fiktiva Grain Trade Center i Wien, skapar en våg av rädsla och panik som sveper över världen. Dåden skylls på Nod och dess ledare Kane. Förenta Nationernas säkerhetsråd inser att Nod systematiskt har börjat genomföra sin uråldriga plan för att ta över världen och sanktionerar skapandet av the Global Defense Initiative (GDI), ett samarbete mellan G8-länderna, i ett försök att stoppa dem. Detta orsakar en konflikt som kom att eskalera till ett modernt världskrig.

### Handling
Global Defence Initiative
Som en av GDI:s befälhavare får spelaren hjälpa till att utplåna Nod:s europeiska styrkor. Under General Mark Jamison Sheppard genomför spelaren ett flertal uppdrag bestående av bland annat landsättningar, räddningsuppdrag och försvar av GDI-installationer. Spelaren får slåss i flera europeiska länder, såsom Tyskland, Polen, Österrike och Tjeckien. Till sist belägrar spelaren Nods tempel i Sarajevo i Bosnien, vilket Kane använder som högkvarter.
Brotherhood of Nod
Som rekryt i Brödraskapet utför spelaren till en början uppdrag åt Brödraskapets andreman, känd som Seth. Efter att Seth försöker beordra spelaren att leda ett anfall mot USA:s militär utan Kanes medgivande, dödar Kane honom och utfärdar hädanefter alla order till spelaren själv. Spelaren får i uppgift att, med både konventionella och okonventionella taktiker, driva ut GDI ur Afrika. Spelaren får till sist order om att ta kontroll över GDI:s rymdbaserade Ion-Cannonsystem samt konstruera ett nytt tempel i Sydafrika. Kampanjen avslutas med att hela den afrikanska kontinenten kontrolleras av Nod och Brödraskapet gör sig redo för att gå in i Europa. Slutligen får spelaren välja ett mål att förstöra med hjälp av Ion-kanonen. Bland målen finns Vita huset, Westminsterpalatset, Eiffeltornet och Brandenburger Tor.

## Tillägg och Expansionspaket

### Bonusuppdrag
Fem "hemliga" uppdrag är inkluderade i Command & Conquer. I uppdrag ett till fyra kontrollerar spelaren en kombinerad styrka av både Nod och GDI-enheter mot en hjord av dinosaurier. I det femte uppdraget kontrollerar spelaren dinosaurierna mot en Nod-bas.
För att komma åt bonusuppdragen måste användaren starta spelet med funpark som en parameter. I Windows görs detta genom att skapa en genväg och lägga till funpark som en parameter i mål-fältet i menyn Egenskaper. När detta är gjort kommer bonusuppdragen att starta istället för de vanliga kampanjerna.

### The Covert Operations
The Covert Operations är expansionspaketet till Command & Conquer. I expansionen finns 15 nya uppdrag och ny musik. Till skillnad från det ursprungliga spelet kan dessa uppdrag spelas när som helst och i vilken ordning som helst, och är inte följda av filmer.

### Sole Survivor
Command & Conquer: Sole Survivor är en multiplayerversion av det första Command & Conquer-spelet. Det är ett third person shooter-liknande spel där varje spelare kontrollerar en enhet som de själv valt och krigar mot de andra spelarna. Spelet använder samma spelmotor som Command & Conquer, det vill säga, att man spelar från en fågels synvinkel. Spelet blev inte väl bemött av Command & Conquer-beundrare, som tyckte spelet borde varit ett expansionspaket istället.